# SE (maison d'édition)
SE (en italien : Studio Editoriale SRL) est une maison d'édition italienne dont les bureaux sont à Milan, via S. Calimero 11.

## Historique
La maison d'édition SE est fondée en 1985 par un groupe de professionnels actifs depuis longtemps dans le monde de l'édition, en particulier au sein de la maison d'édition Guanda. La collection Saggi e documenti del Novecento reprend d'ailleurs l'identité graphique de la collection Prosa Contemporanea publiée justement par Guanda. Le projet éditorial de SE répondait à l'objectif de remettre en circulation des textes considérés comme particulièrement significatifs dans le panorama littéraire et essayistique international, mais souvent négligés par l’édition généraliste de grande diffusion. SE se consacre à des auteurs de haute stature intellectuelle – philosophes, écrivains, poètes – en mettant l'accent sur des thématiques existentielles, métaphysiques, esthétiques et politiques.
En 1991, la maison mère donne naissance à ES, une entité éditoriale autonome dont le catalogue est principalement consacré à la littérature érotique. En 1999, vient s'ajouter Abscondita, avec pour vocation la diffusion d'ouvrages de critique et d'essais artistiques. Le catalogue d'Abscondita est organisé en plusieurs collections, parmi lesquelles Carte d'artisti, dédiée à des écrits, mémoires et correspondances d'artistes, Miniature, consacrée aux textes brefs, et Aesthetica, une collection d'essais d'art signés par des auteurs tels qu'Aby Warburg, Roberto Longhi, Erwin Panofsky ou Bernard Berenson. En 2019, Abscondita est acquise par Electa.
Parmi les particularités de SE, on note un soin particulier apporté au choix des matériaux éditoriaux et à la fabrication des volumes, caractérisés par un design sobre, élégant et immédiatement reconnaissable.